# Joseph Derenbourg
Pour les articles homonymes, voir Derembourg.
Joseph Naftali Derenbourg, né le 21 août 1811 à Mayence et mort le 29 juillet 1895 à Bad Ems, est un historien et orientaliste français d’origine allemande.

## Biographie
Plus jeune fils de l'avocat Hirsch Derenburg, jusqu'à ses treize ans, il fréquente l’école talmudique de sa ville natale. À treize ans, soutenu par sa mère, il étudie le latin et le grec pour entrer au Gymnase de Mayence, tout en continuant ses études talmudiques, jusqu’à ce qu’il soit prêt à entrer à l’université. Il passe ensuite trois semestres à l'université de Giessen, où il étudie l’histoire de la littérature grecque, l’histoire du moyen âge. l’histoire universelle, les mathématiques pures, mais surtout les éléments du syriaque, du chaldéen et de l’arabe.
Arrivé à l’université de Bonn, il y rencontre Abraham Geiger, avec qui il liera une amitié de plus de quarante ans. Après avoir obtenu son doctorat, sous la tutelle de Georg Wilhelm Freytag, Derenbourg abandonne l'idée de devenir rabbin. L’enseignement universitaire étant fermé aux Juifs en Allemagne, à cette époque, il accepte, pour assurer sa subsistance, un poste de précepteur dans la famille Bischoffsheim, originaire de Mayence, et quitte Bonn, à l’été 1834. Il commence sa carrière littéraire, pendant son séjour en Hollande, par des articles parus dans le Zeitschrift d’Abraham Geiger. C'est principalement du fait de sa profonde amitié avec ce dernier qu’il n’a pas totalement délaissé la science juive pour se consacrer à la philologie sémitique. Le plus important est celui sur les écrits du poète andalou Isaac ibn Ghiyyat (en), et des extraits de la bibliothèque universitaire de Leyde, dont Steinschneider a ensuite compilé le catalogue.
En 1838, il suit son élève Raphaël Bischoffsheim à Paris, où il continue ses études orientalistes avec for Quatremère, Caussin de Perceval 
et Reinaud. Son frère Jacob emploie son influence à le faire nommer rabbin de Mayence mais, ne pouvant accorder son opinion touchant les lois cérémonielles avec les exigences auxquelles doit se soumettre le rabbin, il préfère garder son indépendance et renoncer définitivement à la carrière à laquelle il s’était destiné,.
En 1841, il devient propriétaire associé de la pension Coutant, et il est chargé de diriger l'instruction religieuse et morale des élèves juifs dans une institution au cœur du Marais, rue du Parc-Royal. Cette situation lui permettant de fonder une famille, il épouse Delphine Moyse, le 21 aout 1843. Ce mariage lui permet de recouvrer, en 1844, la nationalité française de sa naissance, et il francise son nom (qu'il écrivait Derenburg puis Dernburg) en "Derembourg". 
En 1850, il passe son agrégation d’allemand et enseigne cette langue au lycée Henri-IV pendant une année, comme suppléant de l’helléniste Théobald Fix (sv). En 1852, il lui succède comme correcteur de première classe à l’Imprimerie Impériale et devient le secrétaire de Salomon Munk. En 1856, il passe correcteur spécial des impressions orientales dans le même établissement, fonctions qu’il conservera jusqu’en 1877.
En janvier 1857, il fonde une institution privée, rue de la Tour d’Auvergne, qu'il dirige avec sa femme jusqu’en 1864, et qu’il rend prospère. Cette situation, qui sollicite son activité, lui permet néanmoins de se consacrer pleinement aux études scientifiques. En 1869, il reçoit la décoration de chevalier de la Légion d'honneur, et est élu deux ans plus tard comme membre de l'Académie des inscriptions et belles-lettres, théoriquement pour succéder à Caussin de Perceval, son ancien professeur d'arabe, en réalité pour remplir le siège laissé vacant par la mort de Salomon Munk, auquel il a déjà succédé au comité central de l'Alliance israélite universelle, dont il deviendra ultérieurement président.
De 1869 à 1872, il est membre du Consistoire israélite de Paris. Après 1870, il rédige un grand nombre d’articles dans le Journal asiatique, dont il était l’un des comités de publication, et dans d’autres périodiques, plus particulièrement la Revue des études juives, où ses contributions rempliraient un gros volume. En 1872, il lit, à l’Académie, un mémoire sur l’immortalité de l’âme, dont il disait avoir cherché en vain les traces dans l’Ancien et dans le Nouveau Testament. Une interprétation superficielle de cette étude lui a fait perdre son siège au Consistoire israélite de Paris et il a renoncé, dès lors, à sa collaboration au Conseil d’administration du séminaire israélite.
En 1877, sa mauvaise vue l'oblige à démissionner de son poste à l'Imprimerie nationale, mais il est quasi immédiatement nommé professeur d'hébreu rabbinique à l'École pratique des hautes études, dont il est devenu, en 1883, directeur d’études à la section des sciences philologiques.

Selon l'édition 1911 de la Encyclopædia Britannica, « il fut une force considérable dans la reviviscence de l'éducation juive en France. » Il contribua grandement à la connaissance de Saadia Gaon, et avait prévu de réaliser, assisté de son fils, Hartwig Derenbourg, une édition complète des œuvres de Saadia en arabe et en français, dont une grande partie a paru de son vivant.
Il écrivit aussi un Essai sur l'histoire et la géographie de la Palestine (Paris, 1867). Il s'agissait d'une contribution originale à l'histoire des Juifs et du judaïsme au temps de Jésus de Nazareth, souvent utilisée par la suite (entre autres, par Emil Schürer (de)).
Outre ses nombreuses publications, il a également publié nombre d’articles dans les Comptes rendus de l'Académie des Inscriptions et Belles-Lettres, la Revue critique, le Jüdische Zeitschrift, le Monatsschrift, etc. Jusqu’à la fin de sa vie, il est resté un des membres les plus actifs du Comité de l’École de travail pour les jeunes filles israélites, fondée par la famille Bischoffsheim.
Devenu complètement aveugle, atteint d’une infirmité des intestins, il est mort à Bad Ems, où il était allé en cure. Son inhumation a eu lieu au cimetière israélite du Père-Lachaise, après célébration du service funèbre par le grand-rabbin Zadoc Kahn.

## Principales publications
- Maimonides, dans le premier volume de Wissenschaftliche Zeitschrift für Jüdische Theologie d'Abraham Geiger (1835).
- « Sur le dernier repas pascal de Jésus », Orientalia, Amsterdam,‎ 1840.
- Les Séances de Hariri : avec commentaire] de Silvestre de Sacy, Paris, 1847-51, 2de révisée et augmentée de notes historiques et explicatives éd. (lire en ligne).
- Les Fables de Loqman le Sage, Berlin et Londres, 1850.
- Les Inscriptions de l'Alhambra, appendice à l'Essai sur l'Architecture des Arabes et des Maures en Espagne, de Girault de Prangey, Paris, 1851.
- Essai sur l'Histoire et la Géographie de la Palestine d'Après les Thalmuds et les Autres Sources Rabbiniques, t. I. Histoire de la Palestine, Paris, Impr. Impériale, 1867 (lire en ligne sur Gallica).
- Manuel du Lecteur, d'un auteur inconnu, réimprimé du Journal asiatique, 1870.
- Notes épigraphiques, extrait du Journal Asiatique, Imprimerie Nationale, Paris 1877.
- en collaboration avec Hartwig Derenbourg, Opuscules et Traités d'Aboû I-Walîd Merwan ibn Djanâh de Cordoue, Paris, 1880.
- Deux Versions hébraïques du Livre de Kalilâh et Dimnâh, Paris, 1881.
  - Johannis de Capua Directorium Humanæ Vitæ, Alias Parabola Antiquorum Sapientum, (traduction latine du précédent) Paris, 1889.
- « Talmud », dans l’Encyclopédie des sciences religieuses, de Lichtenberger, xii., Paris. 1882.
- en collaboration avec Hartwig Derenbourg, Études sur l'Épigraphie du Yémen, Journal asiatique pour 1882-84.
- en collaboration avec Hartwig Derenbourg, Les Monuments Sabéens et Himyarites du Louvre, Paris, 1885.
- en collaboration avec Hartwig Derenbourg, Les inscriptions Phéniciennes du Temple de Seti à Abydos, Paris, 1885.
- Le Livre des parterres fleuris, traité de grammaire hébraïque en arabe, par Abu al-Walid Merwan ibn Janaḥ, Paris, 1886, publié anonymement avec W. Bacher.
- Commentaire de Maïmonide sur la Mischnah, Seder Tohorot, en trois parties, Berlin, 1887-89.
- en collaboration avec Hartwig Derenbourg, Corpus Inscriptionum Semiticarum; Pars Quarta, Inscriptiones Himyariticas et Sabæas Continens, i.-ii., Paris, 1889-92.
- Texte arabe de l'Isaïe de Saadia, dans le Zeitschrift de Stade, ix., x., Giessen, 1889-90.
- Œuvres complètes de R. Saadia ben Joseph al-Fayyoûmi, éditées sous sa supervision générale. I., Version arabe du Pentateuque, Paris, 1893; VI., Version arabe des Proverbes (avec Mayer Lambert), Paris, 1894.